# Pietra Marazzi
Pietra Marazzi (piemontiul: La Prèja) település Olaszországban, Piemont régióban, Alessandria megyében. Lakosainak száma 889 fő (2023. január 1.). Pietra Marazzi Alessandria, Montecastello és Pecetto di Valenza községekkel határos.

## Népesség
A település lakossága az elmúlt években az alábbi módon változott:
| Lakosok száma | 923  | 923  | 889  |
|               | 2017 | 2018 | 2023 |